# Похожие крестьяне
Похожие крестьяне, похожие люди — слой феодально-зависимого безземельного крестьянства в Великом княжестве Литовском XV—XVI веков. Отличались от основной массы полностью закрепощённых крестьян (так называемых «непохожих») возможностью ухода с земли феодала на определённых условиях — отсюда название.

## Правовой статус
Юридическим основанием для существования похожих крестьян стал привилей великого князя Казимира 1447 года, разделивший крестьян — проживавших как на государственных, так и на частных землях — на имеющих и не имеющих свободу движения. Кроме того, указ запрещал переход крестьян из государственных земель в дворянские владения и наоборот.

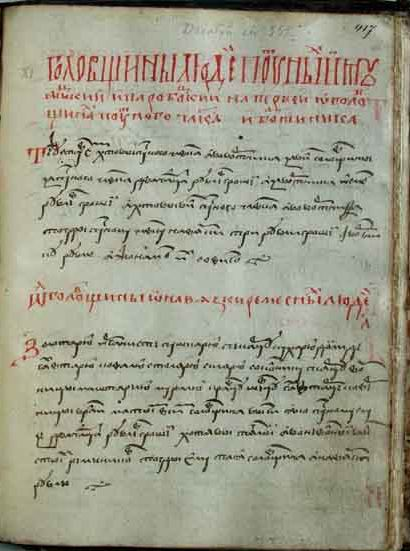
Первый Статут Великого княжества Литовского, регламентировавший, в частности, положение непохожих крестьян

Похожие крестьяне, поселялись на земле феодала, заключали с ним договор об определённых повинностях (служба) и могли покинуть его, исправно выполнив повинности в течение согласованного срока, либо уплатив взаимоприемлемую денежную сумму.
Статус крестьян был подробнее регламентирован в Первом Статуте Великого княжества Литовского 1529 года. В нём, в частности, определялась так называемая «земская давность»: предъявить претензии на землю можно было в течение десяти лет. Если за это время человек не заявлял о своих правах на владение конкретным участком, он их утрачивал (Раздел I, статья 27).
Если крестьянин не был в состоянии представить достоверных доказательств того, что обрабатываемый участок земли является его собственным, он подлежал лишению всяких прав на него, даже если проживал там более десяти лет, и обязывался к службе. Уход был возможен лишь в том случае, если крестьянин мог привести другого работника, готового выполнять наложенный объем повинностей работ вместо него.
Непохожий крестьянин мог также поменяться своей службой с другим непохожим, обрабатывающим другой участок того же хозяина (либо, в случае с работой на государственной земле — также принадлежащий государству).
Третий Статут Великого княжества Литовского 1588 года уже автоматически рассматривал превысившего десятилетнюю «земскую давность» как «непохожего» — единственную возможность сохранения прежнего статуса давала выплата солидного выкупа.
В результате ужесточения правовых норм, регулировавших статус похожих крестьян эта социальная группа к началу XVII века фактически прекратила своё существование, слившись с массой прикрепленного к земле крестьянства.

## Социальное происхождение
К похожим, не прикрепленным к земле, относились люди различного происхождения, в том числе свободные земледельцы, лишившиеся ранее принадлежавшей или арендовавшейся земли, безземельные сельскохозяйственные работники, а также вольноотпущенники.
В эту группу входило значительное количество переселенцев из России, Молдавии и Польши.